# Reo Kunimoto
Reo Kunimoto (japanisch 国本 玲央 Kunimoto Reo; * 1. September 2001 in der Präfektur Kanagawa) ist ein japanischer Fußballspieler.

## Karriere
Reo Kunimoto erlernte das Fußballspielen in der Schulmannschaft der Gyosei Gakuen High School. Seinen ersten Profivertrag unterschrieb er im Februar 2020 beim Renofa Yamaguchi FC. Der Verein aus Yamaguchi, einer Großstadt in der Präfektur Yamaguchi auf Honshū, der Hauptinsel von Japan, spielte in der zweiten japanischen Liga, der J2 League. Hier kam er in seinem ersten Profijahr nicht zum Einsatz. Im Januar 2021 wurde er von Albirex Niigata (Singapur) ausgeliehen. Der Verein ist ein Ableger des japanischen Zweitligisten Albirex Niigata, der in der ersten singapurischen Liga, der Singapore Premier League, spielt. Sein Profidebüt gab Reo Kunimoto am 17. März 2021 im Auswärtsspiel gegen die Garena Young Lions. Hier stand er in der Startelf und spielte die kompletten 90 Minuten. Am Ende der Saison 2022 feierte er mit Albirex die singapurische Meisterschaft. Nach der erfolgreichen Saison kehrte er im Dezember 2022 zu Renofa zurück. Nach fünf Ligaspielen für Renofa wechselte er im August 2023 auf Leihbasis bis Saisonennde 2023 zum Drittligisten Tegevajaro Miyazaki. Für den Verein aus Miyazaki bestritt er ein Drittligaspiel. Nach der Ausleihe kehrte er zur Renofa zurück. Hier wurde sein Vertrag jedoch nicht verlängert. Nach kurzer Vereinslosigeit ging er im Juli 2024 nach Kambodscha. Hier nahm ihn der Erstligist Phnom Penh Crown unter Vertrag. Bis Jahresende bestritt er für den Verein aus der Hauptstadt Phnom Penh neun Ligaspiele. Der Tainan City FC, ein Erstligist aus Taiwan nahm ihn im Januar 2025 unter Vertrag.

## Erfolge
Albirex Niigata (Singapur)
- Singapurischer Meister: 2022